# پل پیاژه (ورزشکار)
پل پیاژه (انگلیسی: Paul Piaget؛ ۱۹۰۵ – unknown) اهل سوئیس بود.
وی در مسابقات کشوری و بین‌المللی در مجموع برندهٔ ۱ مدال نقره، ۱ مدال برنز شده‌است.